# Zoogeografia
Zoogeografia, geografia zwierząt – jeden z działów zoologii oraz biogeografii, zajmujący się geograficznym rozmieszczeniem gatunków zwierząt na kuli ziemskiej. Zoogeografia historyczna (genetyczna) zajmuje się rozmieszczeniem zwierząt na podstawie materiału kopalnego. Natomiast paleozoogeografia odnosi się do badania zwierząt z dawnych epok. Zoogeografia ekologiczna zajmuje się badaniem wpływu zewnętrznych warunków na rozmieszczenie zwierząt.